# Bánhegyi Jób
Bánhegyi Jób József O.S.B., születési és 1920-ig használt nevén Berger Jób (Győrsövényház, 1897. március 25. – Győr, 1979. július 18.) római katolikus pap, bencés rendi szerzetes, a pannonhalmi bencés főiskolán a magyar irodalomtörténet tanára, a Szent István Akadémia tagja.

## Művei
- A magyar irodalom története 1-2. köt. Budapest, 1929–1930 (Szent István Könyvek 73-74.) → 1. A legrégibb időktől Kisfaludy Károlyig, 2. Kisfaludy Károlytól napjainkig
- Nem vagy már kislány! A mai magyar leány életútja. Komárom, 1932
- Kaffka Margit. Pannonhalma, 1932
- Harsányi Lajos költészete. Pannonhalma, 1934 (A Pannonhalmi Szemle könyvtára 9.)
- A magyar nőírók. Pannonhalma, 1936 (A Pannonhalmi Szemle könyvtára 17.)
- P. Gulácsy Irén regényei. Pannonhalma, 1937 (A Pannonhalmi Szemle könyvtára 21.)
- Harsányi Lajos válogatott költeményei. Összeáll. Budapest, 1935
- Magyar nőírók; Szent István Társulat, Bp., 1939

Tagja volt a Pannonhalmi Szemle szerkesztőbizottságának.